# Judy Waite
Judy Waite là một nhà văn viết sách tranh dành cho trẻ em và tiểu thuyết dành cho thanh niên, cũng như thơ và truyện ngắn. Những cuốn sách của bà đã giành được một số giải thưởng, trong đó kể đến Sách tranh Thiếu nhi Hay nhất của English Association (1998) dành cho Mouse! Look Out và giải Liên đoàn Sách Thiếu nhi cho cuốn Laura's Star.
Waite hiện đang giảng dạy chuyên ngành Viết sáng tạo tại Đại học Winchester.
Cô có hai người con gái.

## Danh sách tác phẩm

### Sách tranh
- Look Out the Window
- Digging for Dinosaurs
- I Wish I Had a Monster
- Fox Beware
- Mouse Look Out (đoạt giải)
- The Storm Seal
- The Stray Kitten

### Sách dành cho thiếu nhi
- Robbie in The River
- Animal Heroes
- Pet Rescue
- Eerie Encounters
- A Prince Among Donkeys
- Tiger Hunt
- A Mammoth Mistake
- Foul Play
- The Singing Princess
- Deep Water
- Star Striker
- Cheat

### Sách dành cho thanh thiếu niên
- Forbidden
- Shopaholic
- Shadow
- Trick of the Mind
- Game Girls
- Twisting the Truth